# Fabulous Disaster
Fabulous Disaster er det tredje album af det amerikanske thrash metal-band Exodus, udgivet i 1988 i Storbritannien gennem Music for Nations og i USA i 1989 af Combat/Relativity Records.

## Spor
1. "The Last Act of Defiance" – 4:44
2. "Fabulous Disaster" – 4:54
3. "The Toxic Waltz" – 4:51
4. "Low Rider" – 2:48 (War cover)
5. "Cajun Hell" – 6:05
6. "Like Father, Like Son" – 8:11
7. "Corruption" – 5:46
8. "Verbal Razors" – 4:07
9. "Open Season" – 3:54
10. "Overdose" – 5:31 (AC/DC cover)